# تيراريا
تيراريا (بالإنجليزية: Terraria) ، هي لعبة فيديو من نوع مغامرات، من تطوير ري-لوجيك (بالإنجليزية: Re-logic)،صدرت بتاريخ 16 مايو على مايكروسوفت ويندوز، وصدرت من بعدها على معظم الأجهزة. حصدت اللعبة مبيعات عالية و تقييمات مرتفعة و ازدادت شعبيتها، فباعت أكثر من 70مليون نسخة.
تقدم اللعبة مغامرة في عالم واسع و حرية كبيرة للاعب من بناء و قتال وحوش و زعماء.
تتميز هذه اللعبة بالتنوع وطرق لعب مختلفة

## وصلات خارجية
- تيراريا على موقع Google Play (الإنجليزية)
- تيراريا على موقع IMDb (الإنجليزية)
- الموقع الرسمي
- Official wiki